# Celtis orthacanthos
Celtis orthacanthos är en hampväxtart som beskrevs av Jules Émile Planchon. Celtis orthacanthos ingår i släktet Celtis och familjen hampväxter. Inga underarter finns listade i Catalogue of Life.